# Gotenstellung

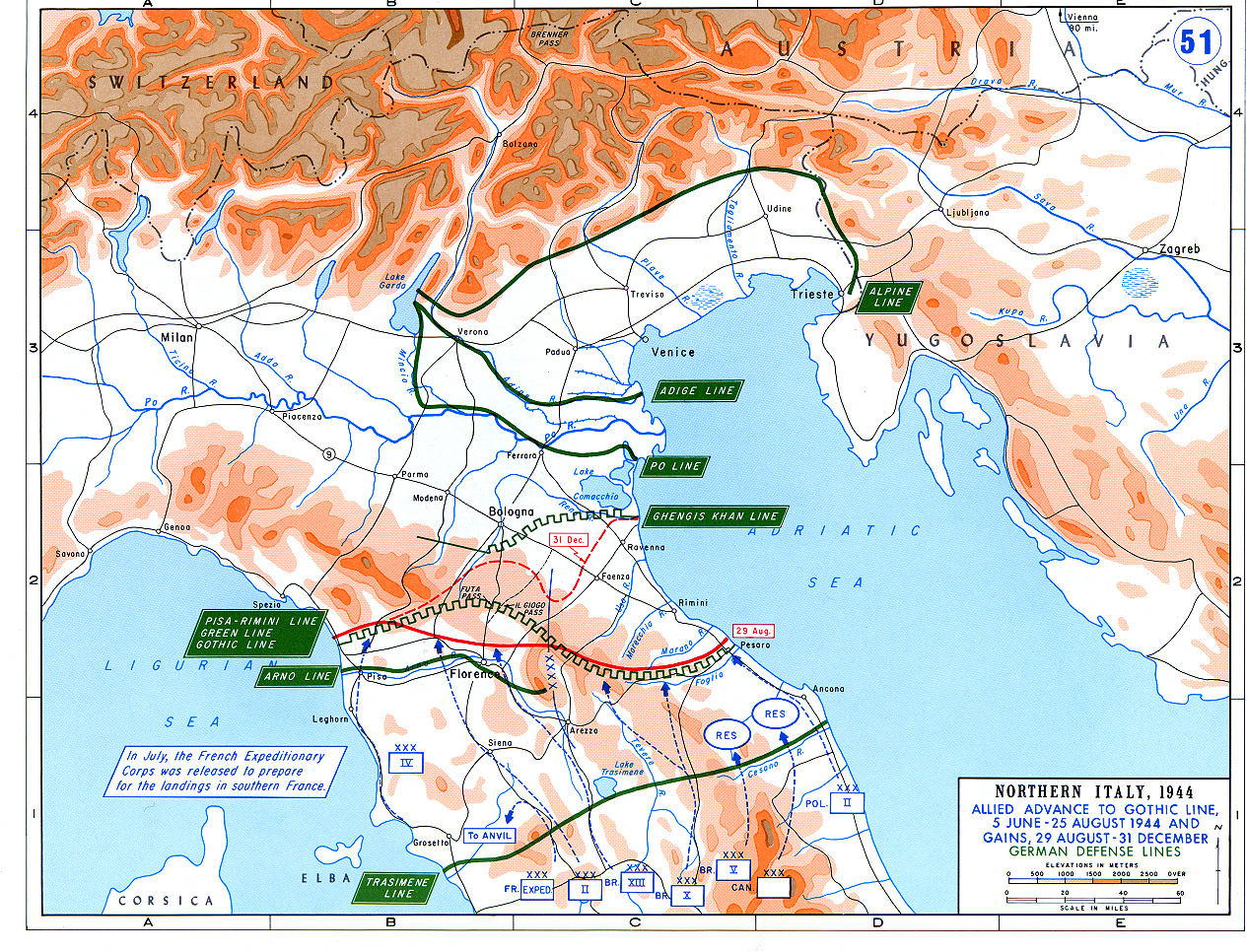
De Gotische Linie, aangeduid met rechthoeken.

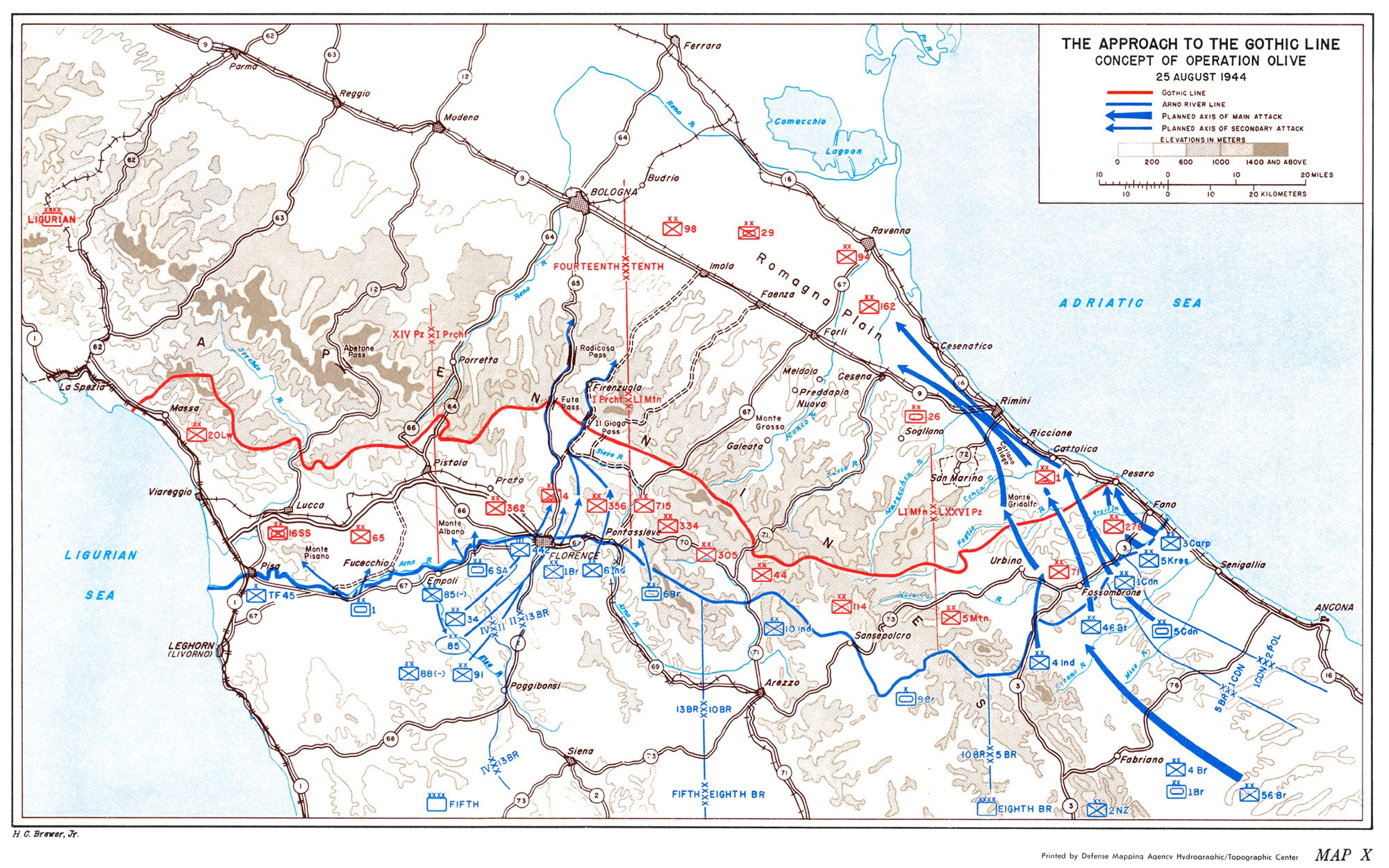
De linie in augustus 1944 met de plannen voor operatie Olive(olijf). De donkerblauwe pijlen staan voor belangrijke geallieerde aanvallen.

De Gotenstellung was tijdens de Tweede Wereldoorlog een door de Duitsers gebouwd 320 km lang verdedigingswerk in Noord-Italië. De linie strekte zich van Pesaro aan de Adriatische Zee tot Massa-Carrara aan de Tyrreense Zee vanaf de rivier de Foglia, en bestond uit 2376 stuks machinegeweer, 479 stuks antitankwapen en mortieren, 120 km prikkeldraad en vele kilometers met antitank-obstakels. 
Hoewel reeds in september 1944 Rimini (en de Adriatische sector) werd bevrijd door de geallieerden, vormde de Gotenstellung tot het voorjaar van 1945 het front. Voor de geallieerden was het mede door de strenge winter onmogelijk om de linie zonder erg hoge verliezen in te nemen. In april 1945 werd de linie na hevige gevechten over en weer doorbroken. Bij de gevechten leden de Duitsers hevige verliezen, circa 75.000 man sneuvelden, raakten gewond of vermist. Ook de geallieerden moesten een hoge tol betalen: zij verloren ongeveer 65.000 manschappen.
De naamgeving van het verdedigingswerk is onduidelijk. Enerzijds wordt gedacht dat Hitler de naam heeft bedacht als herdenking aan de oorlog tussen de Goten en Byzantijnen in de vijfde en zesde eeuw. Echter de naamgeving van andere Duitse verdedigingswerken bestond uit voornamen zoals Gustav (van Ortona tot Gaeta). Daarom wordt ook wel gedacht dat Winston Churchill de naam heeft bedacht ter herinnering aan de Gotische oorlogen. In mei 1944 werd de naam overigens door Albert Kesselring veranderd in Grüne Linie, omdat de verovering van de Gotenstellung de geallieerde propagandamachine te veel in de kaart zou spelen vanwege de historische naam die eraan kleefde.
De Gotenstellung is gebouwd door Organisation Todt.